# Петропавловка (Дергачёвский район)
Петропавловка — село в Дергачёвском районе Саратовской области, в составе городского поселения Дергачёвское муниципальное образование.

## География
Находится в 230 км от Саратова и в 4 км к северо-востоку от районного центра посёлка Дергачи. Расположено на правом берегу реки Алтаты у впадения в неё реки Камышевки, в 2 км от ближайшей железнодорожной станции.

## История
Село было основано в 1735 г. До 1896 г. называлось Новенькие Хохлы, а после переноса церкви во имя Святых Апостолов Петра и Павла, ранее находившейся в Дергачах, стало называться Петропавловка. Также при церкви была церковно-приходская школа, в которой в 1898 г. обучались 60 мальчиков и 39 девочек.

## Население
| 2002 | 2010 |
| ---- | ---- |
| 742  | ↘640 |

## Инфраструктура
В селе есть школа, Дом культуры, ФАП, отделение связи, АЗС. На северо-западе села крупное Чапаевское водохранилище на реке Камышевке.